# Объединённая церковь Канады
Объединённая це́рковь Кана́ды (англ. United Church of Canada) — канадская протестантская церковь. Это вторая по числу последователей церковь в Канаде после римско-католической. Она также объединяет самое большое число протестантов в стране. Относится к реформатским (или кальвинистским) церквям и входит во Всемирное общество реформатских церквей. Де-факто использует как английский, так и французский языки.
Объединённая церковь Канады основывается на вере в Бога и Иисуса, а также на свидетельствах, сохранённых в Библии, с учётом протестантской реформы, общественных наук и современного контекста. Но при этом её религиозные христианские обряды, интерпретация Библии и понимание Бога отличаются от взглядов других церквей. Например, по её теории, когда отрывок из Библии признаётся словом Божьим, это означает, что автор Библии был вдохновлён Богом. Эта религиозная организация также интересна своей поддержкой различных общественных движений, например, борьбы с изменениями климата, в защиту окружающей среды, за право на аборт, за перераспределение богатств, за равенство полов и за права гомосексуалов. Объединённые церкви могут совершать таинство брака между супругами одного пола и повторного брака. Принципы открытости и включительности также являются важными для церкви. Это значит, что она открывает свои двери для всех вне зависимости от сексуальной ориентации, расы и т. п. Кроме того, пасторами и освящёнными могут становиться как мужчины, так и женщины, и даже мужчина с женщиной в паре.
По переписи населения 2001 года 2,8 миллиона канадцев причисляют себя к этой церкви, а посещают её службы по воскресеньям 250 000 человек. Объединённая церковь утверждает, что представлена по всей Канаде, но в Квебеке её присутствие минимально за пределами крупных городских центров. Религиозная ассоциация создана церковью и на Бермудских островах.
Действующий председатель Объединённой церкви Канады — почтенная преподобная Марди Тиндаль.

## История
Объединённая церковь образовалась 10 июня 1925 года в Торонто путём объединения 70 % членов Пресвитерианской церкви Канады (Presbyterian Church in Canada) с Методистской церковью (Methodist Church), Всеобщим советом церквей Союза и Конгрегационалистским союзом Онтарио и Квебека (Congregational Union of Ontario and Quebec), имевшим меньшее значение, но исторически весьма влиятельным в евангелическом протестантизме.
За всё время существования Объединённой церкви Канады к ней присоединилось несколько независимых приходов и других небольших церквей.
В 1943 году велись долгие переговоры об объединени с Англиканской церковью Канады. В 1969 году с началом переговоров о присоединении с Христианской церковью учеников Христа была создана долгосрочная общая комиссия для доведения этого проекта до конца. В 1972 году проект объединения был, наконец, создан, но, в конце концов, он был отклонён англиканской организацией в 1975, а Христианской церковью — в 1984.

## Теологические и политические позиции
Пусть даже евангелический протестантизм политически и теологически повернул направо к консервативным партиям (особенно в США), Объединённая церковь сохранила очень либеральную позицию, в частности, в своих взглядах на права женщин и меньшинств, как и в своих отношениях со всем христианством.
Объединённая церковь Канады называет себя объединительной и отвергает теоретическую интерпретацию священного писания. В 1990 году она официально позволила гомосексуалам быть пасторами и открыто жить в союзе со своими супругами. Она утверждает, что все люди были созданы по образу и подобию божьему вне зависимости от их сексуальной ориентации. При этом она является важнейшей протестантской церковью в Канаде. Во время обсуждения, начавшегося в 2000-е годы в Канаде, она заняла позицию в пользу брака между лицами одного и того же пола. Между тем, церковные приходы, распространённые почти по всей Канаде, свободны сами решать, соглашаться сочетать двух людей одного и того же пола или нет.